# Сант’Ана ди Кампоре
Сант'Ана ди Кампоре (итал. Sant'Anna di Campore) је насеље у Италији у округу Торино, региону Пијемонт.
Према процени из 2011. у насељу је живело 60 становника. Насеље се налази на надморској висини од 420 м.